# 少年謝爾頓 (第一季)
《少年謝爾頓》（英語：Young Sheldon）是哥伦比亚广播公司發行的美国成長情景喜剧，第一季於2017年9月25日星期一首播，至2018年5月10日星期四完結，共有22集。

## 角色

### 主要角色
- 伊恩·阿米蒂奇 飾演 谢尔顿·库珀
  - 吉姆·帕森斯 飾演 薛爾登·高栢博士（旁白）
- 佐伊·佩里 飾演 瑪麗·高栢（英语：List_of_The_Big_Bang_Theory_and_Young_Sheldon_characters#Mary_Cooper）
- 蘭斯·巴伯 飾演 喬治·高栢（英语：List_of_The_Big_Bang_Theory_and_Young_Sheldon_characters#George_Cooper_Sr.）
- 安妮·波茨 飾演 康斯坦斯·塔克（康妮）（英语：List_of_The_Big_Bang_Theory_and_Young_Sheldon_characters#Constance_"Connie"_Tucker_("Meemaw")）
- 蒙大拿·喬丹 飾演 小喬治·高栢（英语：List_of_The_Big_Bang_Theory_and_Young_Sheldon_characters#George_"Georgie"_Cooper_Jr.）
- 蕾根·雷沃德 飾演 米西·高栢（英语：List_of_The_Big_Bang_Theory_and_Young_Sheldon_characters#Melissa_"Missy"_Cooper）

### 常設角色
- 華萊士·肖恩 飾演 約翰·斯特吉斯博士（英语：List_of_The_Big_Bang_Theory_and_Young_Sheldon_characters#Dr._John_Sturgis）
- 萊恩·芬（英語：Ryan Phuong） 飾演 丹·阮（英语：List_of_The_Big_Bang_Theory_and_Young_Sheldon_characters#Tam_Nguyen）
- 比利·加德爾 飾演 赫歇爾·斯帕克斯（英语：List_of_The_Big_Bang_Theory_and_Young_Sheldon_characters#Herschel_Sparks）
- 梅莉莎·彼得曼 飾演 布倫達·斯帕克斯（英语：List_of_The_Big_Bang_Theory_and_Young_Sheldon_characters#Brenda_Sparks）
- 瓦耶特·麥克盧爾（英語：Wyatt McClure） 飾演 比利·斯帕克斯（英语：List_of_The_Big_Bang_Theory_and_Young_Sheldon_characters#Billy_Sparks）
- 道克·法羅（英語：Doc Farrow） 飾演 韋恩·威爾金斯助理教練
- 馬特·霍比（英语：Matt Hobby） 飾演 傑夫·迪福德牧師（英语：List_of_The_Big_Bang_Theory_and_Young_Sheldon_characters#Pastor_Jeff_Difford）
- 瓦莱丽·马哈菲 飾演 維多利亞·麥克爾羅伊
- 丹妮爾·平諾克（英语：Danielle Pinnock） 飾演 伊芙琳·英格拉姆
- 布萊恩·斯泰潘內克 飾演 休伯特·吉文斯
- 瑞斯・林恩（英语：Rex Linn） 飾演 湯姆·彼得森
- 薩拉·貝克（英语：Sarah Baker） 飾演 雪兒·哈欽斯
- 傑森·亞歷山大 飾演 吉恩·倫迪
- 南西·琳恩涵·查爾斯（英语：Nancy Linehan Charles） 飾演 佩格
- 克里斯·懷爾德（英语：Chris Wylde） 飾演 格倫

## 剧集
| 總集數 | 集數 （季） | 標題                                                                                               | 導演                      | 編劇 | 首播日期       | 製作 代碼 | 美國收視人數 （百萬） |
| --- | ----------- | -------------------------------------------------------------------------------------------------- | ------------------------- | --- | -------------- | --------- | --------------------- |
| 1 | 1           | 試播集 Pilot                                                                                       | 強·法夫洛                 | 查克·洛尔、史蒂文·莫拉羅                                                                                                  | 2017年9月25日  | T12.15551 | 17.21                 |
| 9歲的天才薛爾登·高栢與他的哥哥小喬治·高栢今天開始一起上高中九年級。薛爾登因為有極高的智商以及表現出比同齡兒童更多的技能，因此他跳過了幾個年級直接上高中。小喬治不太高興，因為有一個太聰明的弟弟讓他很有壓力，而不用跟薛爾登在同一個年級的雙胞胎妹妹米西·高栢則很高興。薛爾登在平常經常問一些奇怪的問題，這讓母親瑪麗·高栢擔心他在學校會被欺負。在上學的第一天，薛爾登就已經質問他的老師，並告知同學他們違反了規則，這讓他的老師和同學都不太喜歡他。薛爾登晚上回到家後，瑪麗做了豐盛的晚餐安慰他，而父親喬治·高栢也第一次握住他的手鼓勵他。 |             | |                           | |                |           |                       |
| 2 | 2           | 火箭、共产主义者和杜威十進制系統 Rockets, Communists, and the Dewey Decimal System                 | 麥克·辛伯格               | 查克·洛爾、史蒂文·莫拉羅                                                                                                  | 2017年11月2日  | T12.15552 | 12.66                 |
| 薛爾登得知瑪麗擔心他沒有朋友。因此，薛爾登從學校圖書館借了一本《卡內基溝通與人際關係——如何贏取友誼與影響他人》，並在不同的學生和老師身上嘗試了書中的方法，但都沒有成功。米西建議薛爾登嘗試與其他看過這本書的人交朋友，因為他們也想交朋友，然而這方法也失敗了。薛爾登最終遇到了一個名叫丹的越南裔美國男孩，因為丹看到他拿著這本書，他們分享了彼此交朋友的困難。當他們開始聊天時，他們意識到大家對火箭也有共同的興趣。瑪麗非常高興，堅持要薛爾登邀請丹一起吃飯，並解除了薛爾登對模型火箭愛好的禁令。在丹向薛爾登的父母和兄弟姐妹講述自己的生平故事時，他們表現出對文化的不敏感，使晚餐變得尷尬起來。晚餐後，當聯邦調查局特工到達詢問薛爾登為什麼要購買鈾時，男孩們的發射嘗試失控了。                                                          |             | |                           | |                |           |                       |
| 3 | 3           | 撲克、信仰和雞蛋 Poker, Faith, and Eggs                                                            | 麥克·辛伯格               | 故事：達米爾·康吉奇亞（英語：Damir Konjicija）、達里奧·康吉奇亞（英語：Dario Konjicija） 劇本：查克·洛爾、史蒂文·莫拉羅                                 | 2017年11月9日  | T12.15553 | 12.39                 |
| 薛爾登與傑夫·迪福德牧師討論宗教与科学之間的關係，而比利·斯帕克斯則為米西帶來了一些雞蛋。喬治有輕微的心臟病發，所以瑪麗帶他去醫院，並打電話給母親康妮·塔克讓她照顧孩子們。康妮睡覺的時候，小喬治“借”了她的車，帶著薛爾登和米西去見他們的父親。薛爾登在醫院禮拜堂向布莱兹·帕斯卡祈禱他父親的康復。薛爾登在父親康復後曾一度懷疑自己的無神論，但在家人吃了比利的雞蛋並食物中毒後，他立即克服了這一點懷疑。當薛爾登與傑夫牧師再次辯論時，喬治假裝心臟病讓他的家人趕快離開教堂。 |             | |                           | |                |           |                       |
| 4 | 4           | 治療師、漫畫書和早餐香腸 A Therapist, a Comic Book, and a Breakfast Sausage                        | 賈法爾·馬哈茂德（英語：Jaffar Mahmood） | 故事：查克·洛爾、史蒂文·莫拉羅 劇本：羅布·烏林（英語：Rob Ulin）、戴夫·比克爾（英語：Dave Bickel）                                           | 2017年11月16日 | T12.15554 | 11.83                 |
| 薛爾登被香腸嗆到，並變得害怕吃固體食物。喬治和瑪麗帶薛爾登去看精神科醫生，格奇醫生首先與他們交談，並告訴薛爾登他可以閱讀候診室裡的任何漫畫書。雖然薛爾登以前對漫畫書不感興趣，但他開始閱讀《X战警》，這啟發了他。薛爾登離開格奇醫生的辦公室，漫步到一家漫畫書店閱讀下一集《X戰警》，而他遇到了正在店裡吃甘草的丹。由於害怕固體食物，薛爾登最初拒絕了丹給他的甘草，但最終屈服並吃了一條，由此解決了他的飲食失調問題。與此同時，康妮在家照顧小喬治和米西，並安慰他們隱藏在心底不快的心情，因為薛爾登的怪癖吸引了他們父母的大部分注意力。 |             | |                           | |                |           |                       |
| 5 | 5           | 太陽能計算機、比賽用球和啦啦隊長的胸懷 A Solar Calculator, a Game Ball, and a Cheerleader's Bosom  | 克里斯·卡奇               | 故事：查克·洛爾、史蒂文·莫拉羅 劇本：達米爾·康吉奇亞、達里奧·康吉奇亞                                                     | 2017年11月23日 | T12.15555 | 11.43                 |
| 薛爾登使用體育分析來幫助他父親執教的學校美式足球隊贏得比賽，但結果很快就變得太受歡迎了，他非常討厭這種狀況。小喬治因為父親喬治經常與薛爾登共度時光而忽視他而與父親起爭執，而米西和丹則陶醉於薛爾登的新人氣。與此同時，康妮還就她的體育投注徵求薛爾登的意見。薛爾登陪丹參加派對後筋疲力盡，數學考試只得到B+，他決定不能繼續幫助球隊和給康妮意見了。薛爾登向瑪麗告發了他的家人，這促使瑪麗斥罵他們的行為。喬治再次開始無視薛爾登，說他是一個“告密者”，並與小喬治和解。雷·利奥塔在本集客串了高利貸。 |             | |                           | |                |           |                       |
| 6 | 6           | 修補程式、數據機和雷尼替丁 A Patch, a Modem, and a Zantac®                                         | 唐·斯卡迪諾               | 故事：查克·洛爾、史蒂文·莫拉羅 劇本：安東尼·焦埃（英語：Anthony Gioe）、尼克·曼德納赫（英語：Nick Mandernach）                                       | 2017年11月30日 | T12.15556 | 12.11                 |
| NASA工程師羅納德·霍奇斯博士作為演講嘉賓出現在薛爾登的科學課堂上，霍奇斯沒有認真對待他對VTVL技術的想法，這使得薛爾登竭盡全力想證明他是錯的。薛爾登試圖自己做計算，但他需要一台電腦。當薛爾登意識到家裡買不起一部電腦時，他變得沮喪，這導致他壓力潰瘍。薛爾登藉機會使用他醫生的電腦和互聯網訪問來完成他的計算，並將結果發送給NASA。當沒有收到回覆時，薛爾登又變得沮喪，促使喬治衝動地將全家人帶到林登·约翰逊太空中心，並要求霍奇斯聽聽薛爾登的想法。霍奇斯承認薛爾登的想法在理論上是有效的，但NASA在當時缺乏實行該理論的技術能力。薛爾登得出結論——他領先於他的時代。在回家的路上，薛爾登感謝父親喬治為他挺身而出。27年後，畫面上顯示了2016年SpaceX CRS-8任務的成功，隨後SpaceX創始人埃隆·马斯克在看薛爾登的舊筆記本，然後將其藏在書桌抽屜裡。 |             | |                           | |                |           |                       |
| 7 | 7           | 牛腩、巫毒和炮彈飛車 A Brisket, Voodoo, and Cannonball Run                                         | 马克·森卓斯基             | 故事：尼克·貝凱 劇本：查克·洛爾、史蒂文·莫拉羅                                                                            | 2017年12月7日  | T12.15557 | 12.49                 |
| 康妮拒絕將牛腩食譜交給喬治，很明顯顯現了康妮對喬治的蔑視。喬治後來抱怨說瑪麗總是站在她母親一邊。因為喬治偷偷在她家中尋找牛腩食譜，康妮為了報復，便給了他一個假食譜，要求他不遺餘力地獲取材料。在喬治徒勞地花了14個小時做牛腩後，他生氣地試圖禁止康妮與家庭共處。當小喬治和米西擔心他們的父母可能會因此而離婚時，薛爾登突然想起康妮在他23個月大時告訴他她的食譜的記憶，所以他威脅說除非他們兩人和好，否則他會透露食譜。雖然喬治最初是表現出對食譜的興趣，但他表示真正令他感到在意的是，康妮從未認為他配得上她的女兒瑪麗。喬治承認他與瑪麗第一次見面時他不是個好男孩，但他相信從那以後他已經成長了。康妮似乎接受了喬治是一個值得的女婿，只是當她一離開喬治就從薛爾登那裡得到了食譜。                                                          |             | |                           | |                |           |                       |
| 8 | 8           | 卡纳维拉尔角、薛定谔猫和辛蒂·羅波的頭髮 Cape Canaveral, Schrödinger's Cat, and Cyndi Lauper's Hair | 霍華德·德芝               | 故事：查克·洛爾、史蒂文·莫拉羅 劇本：戴夫·比克爾                                                                          | 2017年12月14日 | T12.15558 | 11.64                 |
| 喬治帶男孩們去佛罗里达州看穿梭機發射，以此來迎合薛爾登改變了的興趣，但結果下雨了。為了讓薛爾登振作起來，喬治裝傻並問他閃電和雷電的原理是什麼，讓薛爾登很感激他的父親。與此同時，瑪麗、米西和康妮去了一家美容院。在瑪麗禁止米西染髮後，康妮評論她“沒有樂趣”，她們因而陷入了激烈的爭論，但後來兩人都互相道歉了。 |             | |                           | |                |           |                       |
| 9 | 9           | 冼樸、卻克和睾丸疝 Spock, Kirk, and Testicular Hernia                                              | 彼得·勞爾                 | 查克·洛爾、史蒂文·莫拉羅                                                                                                  | 2017年12月21日 | T12.15559 | 11.32                 |
| 薛爾登輔導小喬治進行數學考試，卻發現小喬治靠作弊通過考試。由於《星空奇遇記》角色卻克船長也在小林丸測試中作弊，薛爾登決定適應他認為小喬治和卻克都接受的“輕率地對待規則”的生活方式。薛爾登通過在一張紙條上偽造瑪麗的簽名來不用上體育課，以及不登記就拿走學校圖書館的書籍。在威爾金斯教練給喬治看了這張紙條後，薛爾登最終被抓住了。瑪麗斥責薛爾登，並要他歸還所有書本並回到體育課，威爾金斯教練更讓他進行繩索攀爬。 |             | |                           | |                |           |                       |
| 10 | 10          | 鷹羽、菜豆和爱斯基摩人 An Eagle Feather, a String Bean, and an Eskimo                              | 麗貝卡·阿舍（英語：Rebecca Asher）     | 故事：查克·洛爾、史蒂文·莫拉羅 劇本：羅布·烏林、戴夫·比克爾                                                               | 2018年1月4日   | T12.15560 | 14.70                 |
| 薛爾登的學校校長彼得森請求瑪麗和喬治考慮將薛爾登送到達拉斯的一所天才學校。薛爾登和他的老師們對這個想法很滿意，但他的家人（除了小喬治）很快就開始想念他了。薛爾登喜歡智力上的刺激，但不喜歡與他一起生活的民谣摇滚家庭。當喬治衝動地開車去達拉斯接他回家時，薛爾登很高興能回家。 |             | |                           | |                |           |                       |
| 11 | 11          | 魔鬼、主日學和質數 Demons, Sunday School, and Prime Numbers                                        | 霍華德·德芝               | 故事：查克·洛爾、史蒂文·莫拉羅 劇本：查克·洛爾、史蒂文·莫拉羅、埃里克·卡普兰                                              | 2018年1月11日  | T12.15561 | 14.17                 |
| 當瑪麗發現薛爾登與丹和比利一起玩《魔域奇遇》中的惡魔人物時，她感到很擔心。瑪麗試圖讓丹和比利的父母幫助結束這場遊戲，但他們認為這無害。瑪麗隨後向傑夫牧師尋求建議，傑夫和瑪麗一起說服薛爾登學習浸礼宗神學。然而，薛爾登更進一步開始研究所有主要宗教，詢問丹作為天主教徒所涉及的宗教內容，以及艾拉·羅森布魯姆作為猶太人的問題。薛爾登最終對所有主要宗教都不滿意。一天晚上，薛爾登夢到兩個活生生的數字，一個1和一個0，這兩個數字幾乎在小喬治喚醒他之前向他揭示了宇宙的秘密。然後薛爾登決定建立他的宗教，他稱之為“數學教（英語：Mathology）”，宗教中唯一的罪過就是愚蠢。 |             | |                           | |                |           |                       |
| 12 | 12          | 電腦、塑料小馬和一箱啤酒 A Computer, a Plastic Pony, and a Case of Beer                            | 里奇·基恩（英語：Richie Keen）       | 故事：查克·洛爾、史蒂文·莫拉羅 劇本：查克·洛爾、史蒂文·莫拉羅、塔拉·埃爾南德斯（英語：Tara Hernandez）                                  | 2018年1月18日  | T12.15562 | 13.33                 |
| 薛爾登請求瑪麗給他買一台Tandy 1000 SL電腦。喬治堅持說他們買不起，但瑪麗透露她一直在偷偷存錢。他們就秘密儲蓄發生了激烈的爭論，這促使瑪麗帶著薛爾登和米西與康妮住了一段時間。瑪麗給薛爾登買了電腦來向喬治立論。雖然薛爾登最初很興奮，但他發現ELIZA關於修復父母婚姻的心理治療建議是無用的。康妮偷聽了薛爾登的想法，並強迫瑪麗試探一下喬治，讓瑪麗離開自己的房子。與此同時，小喬治建議喬治向瑪麗道歉，最終是瑪麗回來道歉了。在隨後的日子裡，這家人各自發現了電腦的各種用途。 |             | |                           | |                |           |                       |
| 13 | 13          | 打噴嚏、留堂和娘娘腔斯派克 A Sneeze, Detention, and Sissy Spacek                                   | 霍華德·德芝               | 故事：查克·洛爾、史蒂文·莫拉羅 劇本：埃里克·卡普蘭、傑里米·豪（英語：Jeremy Howe）                                                   | 2018年2月1日   | T12.15563 | 12.92                 |
| 當流行性感冒在薛爾登的學校漫延時，他的洁癖浮現了出來。薛爾登因老師感冒後離開教室和學校、逃離其他感染流感的人、因其他老師喉嚨發癢而逃離留堂室，先後被判處留堂和停學。然後薛爾登利用停課時間試圖將車庫變成一個封闭生态系统，而不是幫助他的母親做家務。雖然小喬治、米西和康妮大部分時間都被他逗樂了，但瑪麗是家裡唯一擔心他的成員。與此同時，小喬治利用薛爾登的處境獲得學校女生的同情擁抱。無數次試圖讓薛爾登離開車庫的嘗試都被證明是徒勞的，康妮最終通過訴諸薛爾登作為德克薩斯人的自豪感來哄騙他離開。儘管如此，薛爾登還是生病了，但當他的母親為他唱“软软猫咪”時他感覺好多了。 |             | |                           | |                |           |                       |
| 14 | 14          | 馬鈴薯沙拉、掃帚和爸爸的威士忌 Potato Salad, a Broomstick, and Dad's Whiskey                       | 霍華德·德芝               | 查克·洛爾、史蒂文·莫拉羅、塔拉·埃爾南德斯                                                                                 | 2018年3月1日   | T12.15564 | 12.42                 |
| 瑪麗找到了一份教會秘書的工作，但傑夫牧師很快就開始向她徵求意見，因為他美麗的新妻子不會說英語，而且花光了他所有的錢。由於瑪麗直到下午6點才回家，而康妮在那之前拒絕照顧他們，所以米西和薛爾登成為了钥匙儿童。當康妮偷看雙胞胎時，他們以為她是一個入室竊賊並用滅火器噴灑她。薛爾登的手指上有一根刺，米西在房子裡到處找鑷子來取出它。米西最終在一盒《手術遊戲》中找到了鑷子並成功移除那根刺。 |             | |                           | |                |           |                       |
| 15 | 15          | 白云岩、蘋果片和神秘女人 Dolomite, Apple Slices, and a Mystery Woman                               | 馬克·森卓斯基             | 故事：查克·洛爾、史蒂文·莫拉羅 劇本：查克·洛爾、史蒂文·莫拉羅、塔拉·埃爾南德斯                                            | 2018年3月8日   | T12.15565 | 12.52                 |
| 薛爾登和丹結識了對地质学感興趣的11年級女孩利比。在圖書館的一次午餐中，利比提議開車載他們三個去休斯頓自然科學博物館看一部IMAX電影。然而，薛爾登得知利比在與瑪麗談話時把他當成孩子，感到非常沮喪。雖然薛爾登決心不再交朋友，但瑪麗向他保證，他將會認識許多同樣聰明的人。丹和利比在沒有薛爾登情況下去休斯頓看電影，在那裡利比拒絕了丹的追求。薛爾登和丹後來恢復回兩人社交團體，薛爾登重新認為地質學“不是一門科學”，他認為更像是一種愛好。 |             | |                           | |                |           |                       |
| 16 | 16          | 小行星殺手、俄克拉荷馬州和捲髮機 Killer Asteroids, Oklahoma, and a Frizzy Hair Machine             | 霍華德·德芝               | 故事：查克·洛爾、史蒂文·莫拉羅 劇本：史蒂文·莫拉羅                                                                        | 2018年3月29日  | T12.15566 | 11.91                 |
| 在學校科學博覽會上，薛爾登的避免小行星撞擊項目輸給了另一個學生的范德格拉夫起电机，這讓薛爾登感到非常沮喪，並發誓要退出科學界。在接受了格奇醫生的治療後，薛爾登決定成為一名演員。在表演課上，薛爾登給戲劇老師倫迪先生留下了深刻的印象，並獲得了飾演《安妮》的主角的機會。薛爾登的父母擔心他扮演女性角色，但薛爾登打消了他們的擔憂，直到他在開幕之夜感到怯場並拒絕表演，讓倫迪先生接任他的角色。 |             | |                           | |                |           |                       |
| 17 | 17          | 柔術、氣泡布和喲呼 Jiu-Jitsu, Bubble Wrap, and Yoo-Hoo                                             | 賈法爾·馬哈茂德（英語：Jaffar Mahmood） | 故事：查克·洛爾、史蒂文·莫拉羅 劇本：塔拉·埃爾南德斯、傑里米·豪                                                           | 2018年4月5日   | T12.15567 | 11.66                 |
| 薛爾登被他的鄰居6歲女孩芭比·斯帕克斯欺負。薛爾登的父母對如何處理這種情況有不同的想法，但都沒有奏效。最後，喬治和芭比的爸爸一起出去玩了，他們打算把一場致命戰鬥的虛構故事告訴他們的妻子。薛爾登甚至試圖付上他畢生的積蓄給米西以警告芭比，但這個計劃最終失敗了。 |             | |                           | |                |           |                       |
| 18 | 18          | 母親、孩子和藍人的背面 A Mother, A Child, and a Blue Man's Backside                                | 賈法爾·馬哈茂德           | 故事：查克·洛爾、史蒂文·莫拉羅、蒂根·沃爾（英語：Teagan Wall） 劇本：戴夫·比克爾、達米爾·康吉奇亞、達里奧·康吉奇亞                   | 2018年4月12日  | T12.15568 | 11.70                 |
| 在瑪麗因為一期《守望者》中相當露骨的內容而沒收了薛爾登的漫畫書後，薛爾登要求自己要像成年人一樣被對待。薛爾登每一次嘗試成年後的行為都失敗了，直到龍捲風警告提醒了他的家庭價值觀。 |             | |                           | |                |           |                       |
| 19 | 19          | 膠子、鱷梨醬和紫色 Gluons, Guacamole, and the Color Purple                                         | 亞歷克斯·里德             | 查克·洛爾、史蒂文·莫拉羅、塔拉·埃爾南德斯                                                                                 | 2018年4月19日  | T12.15569 | 11.67                 |
| 康妮開車送薛爾登去附近的一所大學，這樣他就可以旁聽每週一次的量子色動力學課程。教授約翰·斯特吉斯博士約康妮約會。康妮約會玩得很開心，但很快發現約翰就像老版的薛爾登。接下來的一周，康妮不得不離開教室，因為她的存在對約翰來說太分散了注意力。與此同時，米西讓小喬治幫她做作業。在薛爾登的例子的刺激下，他們實際上取得了一些進展。 |             | |                           | |                |           |                       |
| 20 | 20          | 一隻狗、一隻松鼠和一條名為魚的魚 A Dog, A Squirrel, and a Fish Named Fish                          | 賈法爾·馬哈茂德           | 故事：達米爾·康吉奇亞、達里奧·康吉奇亞、蒂根·沃爾 劇本：查克·洛爾、史蒂文·莫拉羅、戴夫·比克爾                             | 2018年4月26日  | T12.15570 | 11.15                 |
| 當斯帕克斯一家開始照顧親戚的狗時，薛爾登的恐犬症浮出水面，薛爾登對那隻狗來說有一種奇怪的吸引力。在傑夫牧師調解之前，兩家人無法就如何控制那隻狗達成一致。薛爾登試圖通過穿上防護服和撫摸狗來克服恐懼，但當狗舔他時，這適得其反，那隻狗顯然是受到薛爾登的百利髮乳氣味的刺激。康妮試圖通過給薛爾登買一條魚來讓他適應動物，但這條魚把他和小喬治都咬了。 |             | |                           | |                |           |                       |
| 21 | 21          | 夏日香腸、口袋雨披和托尼·丹扎 Summer Sausage, a Pocket Poncho, and Tony Danza                      | 亞歷克斯·里德             | 故事：史蒂文·莫拉羅、埃里克·卡普蘭、斯泰西·普爾沃（英語：Stacey Pulwer） 劇本：查克·洛爾、塔拉·埃爾南德斯、康納·基爾帕特里克（英語：Connor Kilpatrick） | 2018年5月3日   | T12.15571 | 11.67                 |
| 薛爾登在沒有事先告訴任何人的情況下邀請約翰共進晚餐。第二天晚上，約翰來到康妮家給她做了一些川菜，之後她邀請他過夜。薛爾登通過他的雙筒望遠鏡監視他們。喬治帶著打扮成公主的米西去紅龍蝦餐館吃飯。這讓瑪麗和小喬治一起吃晚飯，過程中小喬治向瑪麗詢問他的受孕的時間順序。 |             | |                           | |                |           |                       |
| 22 | 22          | 香草冰淇淋、紳士來電者和餐桌椅套裝 Vanilla Ice Cream, Gentleman Callers, and a Dinette Set         | 賈法爾·馬哈茂德           | 故事：傑里米·豪、達米爾·康吉奇亞、達里奧·康吉奇亞 劇本：查克·洛爾、史蒂文·莫拉羅、埃里克·卡普蘭                           | 2018年5月10日  | T12.15572 | 12.44                 |
| 康妮試圖同時與約翰和艾拉約會，但後來決定甩掉艾拉，艾拉試圖通過給她家具來贏回她。約翰去質問艾拉，但他們最終達成了諒解。康妮感到憤怒，因為約翰在未經她允許的情況下這樣做，並且薛爾登不斷干涉他們的關係。然後，薛爾登想到他可以起草一份涵蓋他們三人的關係協議。薛爾登還提到他未來也會為自己的孩子起草一份協議。 |             | |                           | |                |           |                       |